# Gmina Washington (hrabstwo Adair)
Gmina Washington (ang. Washington Township) – gmina w USA, w stanie Iowa, w hrabstwie Adair. Według danych z 2020 roku gmina miała 102 mieszkańców.